# 誓血五人组
《誓血五人组》（英語：Da 5 Bloods）是2020年美国战争剧情片，由斯派克·李执导，李与斯派克·李、 比阿特丽斯·莱文和劳埃德·莱文担纲制片人，演出阵容包括德尔罗伊·林多、乔纳森·梅杰斯、克拉克·彼得斯、诺姆·刘易斯、小埃赛亚·惠特洛克、梅兰妮·蒂埃里、保羅·華特·豪澤、亚斯佩尔·派科宁、尚·連奴和查德維克·博斯曼。影片讲述了一群年迈的越战老兵重返战争，带回当年战死长官的遗骸，以及他们之前埋在当地的宝藏。
影片剧本最初于2013年由丹尼·比尔森和保罗·德·梅创作，之后由合作过《黑色党徒》的李与凯文·威尔莫特重写。2019年2月，演员阵容公布，一个月后摄制工作启动，持续至6月，期间在东南亚取景。凭借着3500到4500万的制片预算，影片是李成本最高的作品。影片于2020年6月12日由Netflix全球发行，获得影评人的好评，其中导演、剧情、主题、摄影和表演（尤其是林多）受到表扬。

## 剧情
越南战争期间，保罗、奥蒂斯、埃迪、梅尔文和队长诺曼，五名自称“誓血帮”的美国大兵，受命前去保护一架中央情报局运输机坠机现场，收回机上一批原计划支付给反抗越共的拉祜族原住民的金条。五人帮拿到金条后，决定私吞，于是把金条埋起来，有待日后寻回。然而在应付越南人的反击时，诺曼阵亡，“誓血帮”遭遇凝固汽油弹空袭销毁所有用来辨别金条的地标，从而与宝藏失联。
到了现在，幸存四人在胡志明市重聚。根据消息，最近一场泥石流冲刷了飞机失事地点，飞机的痕迹重新出现。因此，四人计划趁机找回金条和诺曼的遗骸。奥蒂斯去见了越南旧情人小田，小田将两人的私生女告诉给了奥蒂斯，之后带四人去见法国商人德罗什。德罗什答应四人，如果他们能够找回金条，就会帮他们把它走私出越南。这时保罗的儿子戴维出现，与四人一起参加任务。
地方向导阿荣领着“誓血帮”来到乡下，一行人在和商人打交道时，保尔的创伤后遗症发作。在酒店，戴维遇到了海蒂。海蒂是地雷清除组织LAMB的创始人。翌日，阿荣开车载着一行人到了一片丛林，让大家自行进入探索，几天后回到这里等他来接。在丛林的第一晚，“誓血帮”就找到了散落在山坡上的金条，以及诺曼的遗骸。在回去的路上，埃迪不慎踩到地雷，被炸死。混乱中，戴维也遭到了地雷，不过没有触发，此刻海蒂和LAMB的两名志愿者西蒙和希伯出现。保罗和其他人用拔河的方式安全地把戴维从地雷上拉开。保罗偏执地认为路过的三人会向当局报告他们，于是胁持三人。到了夜晚，希伯趁乱逃跑，戴维和其他人夺走了保罗的枪。
一行人到了原定地点与阿荣回合时，一群胁持了希伯的枪手出现，要他们用金条换回希伯。随后双方爆发枪战，戴维腿部中弹，希伯在逃跑时踩到地雷被炸死，枪手撤退。阿荣认为德罗什背叛了他们，于是带着大家退守到附近一座荒废的神庙对付枪手的增援。保罗不相信阿荣，戴着自己那一份的金条，独自回到丛林。剩下的“誓血帮”将金条分给了阿荣、海蒂和西蒙各一份作为补偿。
愤懑的保罗突然幻想了诺曼，诺曼说保罗在当年中埋伏意外打死自己，不过并不怪罪保罗，要保罗放下心理包袱。之后德罗什的人找到保罗，把保罗枪毙了。回到神庙，德罗什带着大队人马抵达。奥蒂斯、马尔文和阿荣开火还击，德罗什一行人伤亡惨重。混战中德罗什打伤奥蒂斯，之后扔过去一枚手榴弹，想终结奥蒂斯，但被梅尔文冲出来，肉身盖在手榴弹上面，牺牲了自己。德罗什又准备过去处决奥蒂斯，但被戴维用奥蒂斯的枪打死。
阿荣帮幸存的“誓血帮”将金条兑现，梅尔文的遗孀获得了她丈夫的那一份，埃迪把他的那一份捐给了黑人的命也是命组织，海蒂和西蒙以希伯的名义，把他们的那一份捐给了LAMB。诺曼的遗骸被美军带回家，转交给了他家人。戴维收到了保罗的信，信中保罗表示永远爱他。奥蒂斯与小田重逢，两人与女人开始了新生活。

## 阵容
- 德尔罗伊·林多 饰 保罗（Paul）
- 乔纳森·梅杰斯 饰 （David）
- 克拉克·彼得斯 饰 奥蒂斯（Otis）
- 诺姆·刘易斯（英语：Norm Lewis） 饰 埃迪（Eddie）
- 小埃赛亚·惠特洛克（英语：Isiah Whitlock Jr.） 饰 梅尔文（Melvin）
- 查德維克·博斯曼 饰 诺曼·厄尔·“雷鸣诺曼”·霍洛韦（Norman Earl "Stormin' Norman" Holloway）
- 阮明智 饰 阿荣（Vinh）
- 梅兰妮·蒂埃里（英语：Mélanie Thierry） 饰 海蒂·布维耶（Hedy Bouvier）
- 保羅·華特·豪澤 饰 西蒙（Simon）
- 亚斯佩尔·派科宁 饰 希伯·哈夫林（Seppo Havelin）
- 尚·連奴 饰 德罗什（Desroche）
- 吴青芸 饰 河内汉娜
- Lê Y Lan 饰 小田（Tiên）

## 制作
影片最初是由丹尼·比尔森和保罗·德·梅于2013年创作的待售劇本，题为《终结旅程》（The Last Tour），奧利華·史東计划执导。但斯通2016年放弃后，完成了《黑色黨徒》的斯派克·李和凯文·威尔莫特着手重写剧本，将叙事角度改为非裔美国人。2019年1月，影片正式公布，主角人选包括森姆·積遜、詹卡洛·埃斯波西托和唐·钱德尔。2019年2月，Netflix收购影片发行权，查德維克·博斯曼、德尔罗伊·林多和尚·連奴加盟剧组，当月晚些时候乔纳森·梅杰斯加入剧组。2019年3月，保羅·華特·豪澤、克拉克·彼得斯、小埃赛亚·惠特洛克、诺姆·刘易斯、梅兰妮·蒂埃里和亚斯佩尔·派科宁加入剧组。埃斯波西托也确认加入剧组，但随后离开。
2019年3月23日，影片开拍。摄制工作持续了三个月，大部分戏在胡志明市、曼谷和清迈取景。与《爱尔兰人》等其他Netflix的电影不同，李仍年过六旬的主角们在倒叙镜头中扮演各自角色二十岁出头的样子，不借助抗衰老特效或化妆。1960年代镜头采用16毫米胶片拍摄，现代镜头用数字电影格式拍摄。该创意由摄影师纽顿·托马斯·西格尔提出，从而凸显摄影器材的年代感。

### 音乐
影片配乐由特伦斯·布兰查德创作。除了他的配乐，影片还用了1970年代采取的金曲，主要是马文·盖伊1971年专辑《What's Going On》的六首歌曲。五位主角的姓曲子诱惑合唱团成员及他们的制作人诺曼·惠特菲尔德。该原声专辑于2020年5月29日由米兰唱片发行。

## 发行
影片于2020年6月12日在Netflix上线。2019冠状病毒病疫情前，影片计划在第73屆坎城影展非竞赛片单元首映，5月或6月在电影院公映，之后才上线Netflix流媒体。
影片上线首周末成为流媒体播放量最高的影片之一。

## 评价
汇总媒体网站烂番茄评论312条，新鲜度92%，平均得分8/10。网站共识写道：“剧烈的能量与野心之路穿过《誓血五人组》，共同助推斯派克·李最紧迫和最具影响力的电影。”Metacritic评论49条，獲得82分（滿分100），表示“普遍好评”。
《芝加哥太陽報》理查德·罗珀打出四星满分评分，认为“影片、剧本和李导演均值得考虑提名，长期与李合作的特伦斯·布兰查德所做的配乐大气磅礴，也值得褒奖......惠特洛克、刘易斯、彼得斯和博斯曼值得获得配角奖项嘉奖，而德尔罗伊·林多应该是最佳男主角的直接竞争者。”《纽约客》理查德·布罗迪认为，影片时长2小时34分，没有一秒是多余的。相反，影片给人压抑、嘈杂、癫狂的感觉，却散发出睿智、戏剧性的光芒。《荷里活報道》大卫·鲁尼（David Rooney）认为影片非常符合当今的局势：“李在一系列简短的总结性场面中巧妙地引导了整部戏，这些场面既出奇地整洁，又非常严肃，承认当下的黑人的命也是命运动让这部庞大、笨拙、亮点紧密出现的电影在希望和宣泄的深远影响下结束。尽管存在结构缺陷，影片放在当下仍是一份礼物，这是之前没有导演做到的。”
IndieWire的埃里克·科恩（Eric Kohn）打出“B”级评价，写道：“《誓血五人组》用黑人经历的棱镜彰显了越南战争松散、尖刻的一面，用非常令人困惑的当今社会的镜头，与过去的幽灵进行博弈，陷入如同它发行时的世界一样凌乱复杂的迷人混乱中。”《综艺》的彼得·德布鲁格（Peter Debruge）指出，影片“雄心勃勃但不平稳”：“李将猛烈的社会批评与逃避现实的B级惊悚片交织起来，四名老兵回到越南，‘索取他们数十年前受命夺回，却被他们藏了起来的赃物’。结果漫长而飘忽，但也令人惊喜连连......”《华盛顿邮报》的安·霍纳迪（Ann Hornaday）打出3/4星评价，认为“敏锐的洞察力和高超的电影修辞格再次证明了斯派克·李可能是美国最不可或缺的电影制片人。”
影评人马克·克莫德认为影片是“大杂烩”。这位《卫报》的专栏作家打出3/5星评价，称赞影片的政治、喜剧元素，但认为剧情“情绪转变”不足，影片的战争元素被绑到一起了。《偏锋杂志》的查克·博文（Chuck Bowen）打出2.5/4星评价，认为影片的优点是塑造了令人惊叹、热情洋溢、充满幻觉的拼贴景象，以及提出了有关种族主义与战争关系的话题。缺点在于，太过混乱。